# Milien

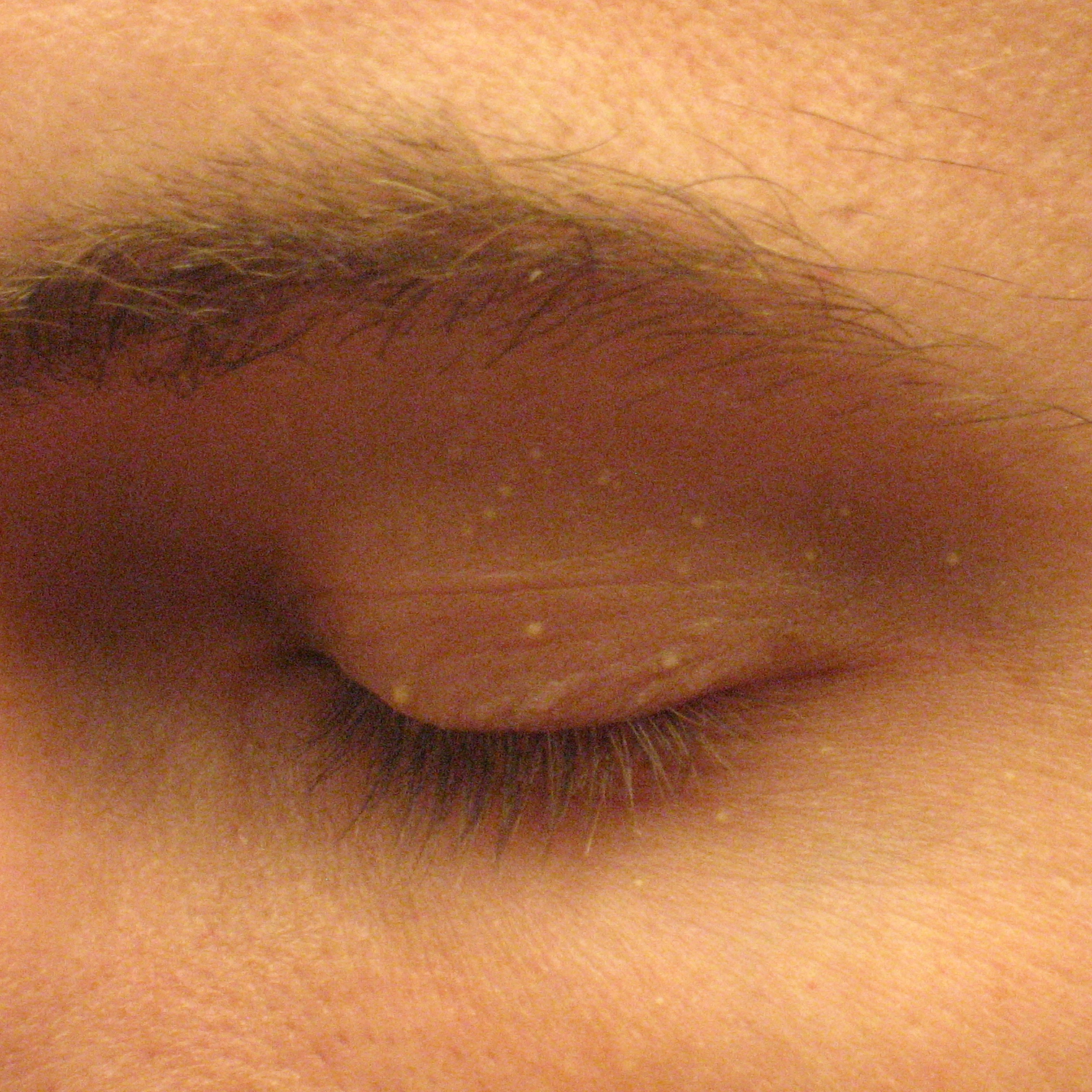
Milien am Augenlid eines Erwachsenen.

Milien (Einzahl Milium, lat. „Hirse[korn]“), auch Hautgrieß oder Grießkörner genannt, sind kleine weiße Zysten, die vornehmlich im Gesicht, aber auch am gesamten Körper (inklusive Genitalbereich), auftreten. Sie sind keine Hautkrankheit, sondern ein rein kosmetisches Problem.
Milien sind Zysten, die sich an den Talgdrüsenausgängen bilden; sie bestehen aus Hornmaterial, nicht aus Talg. Sie fühlen sich meist hart an und sind oft weiß, wenn sie an die Hautoberfläche treten. Milien erreichen eine Größe von ein bis zwei Millimetern. Manchmal werden sie durch Haut überlagert, so dass es nicht klar ist, dass es sich um Milien handelt. Die Behandlung ist unkompliziert und kann bei einzelnen Milien in einem Kosmetiksalon vorgenommen werden. Dabei werden die Zysten mit einem kleinen Messer oder einer kleinen Injektionskanüle angeritzt und ausgedrückt. Alleiniges Ausdrücken (ohne zuvoriges Anritzen) ist nicht möglich und der Versuch schmerzhaft. Ausdrücken kann zudem das umliegende Gewebe beschädigen und zu Entzündungen führen. Bei größeren Milien oder einer großen Menge Hautgrieß sollten diese durch einen Kosmetiker entfernt werden, da die Gefahr einer Narbenbildung groß ist. Bei Milien in der Nähe der Augen wird zur Entfernung durch einen Dermatologen geraten.

## Milia neonatorum

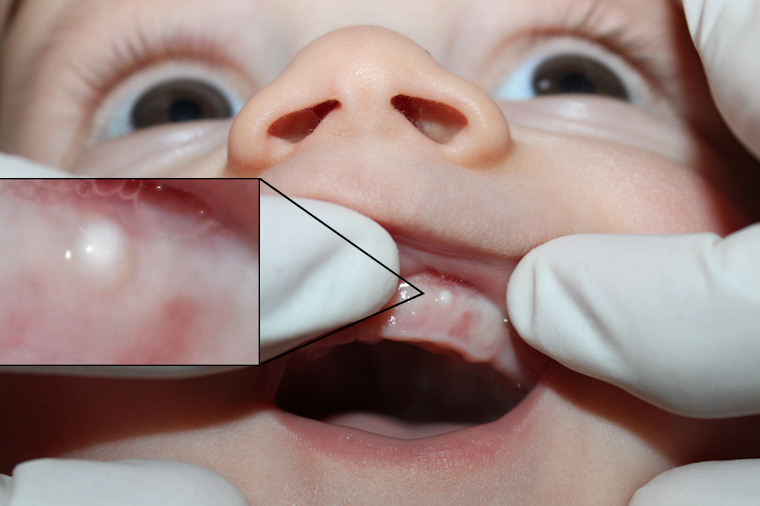
Bohn-Nodulus am Zahnfleisch eines 6 Monate alten Kindes.

Hierbei handelt es sich um Grießkörner, die bei fast allen Neugeborenen auftreten. Sie können großflächig auftreten und kommen vor allem im Gesicht, aber auch auf dem Zahnfleisch vor. Im Bereich der Zahnleiste auftretende Milien werden auch als Bohn-Noduli bezeichnet. Treten sie an der Linie zwischen hartem und weichen Gaumen auf, spricht man von Epstein-Perlen. Die Hautveränderungen heilen ohne Behandlung innerhalb weniger Tage wieder ab. Eine Entfernung der Milien ist bei Säuglingen und Kleinkindern nicht notwendig, da sie nach einigen Tagen, spätestens wenigen Monaten, auch ohne Behandlung wieder abheilen.

## Vorbeugung von Milien
Vermeidung von UV-Strahlung verringert die Wahrscheinlichkeit des Auftretens von Grießkörnern. Erwachsene können ihrer Bildung auch mit speziellen Hygieneprodukten vorbeugen. Für die Haut von Säuglingen sind diese Produkte allerdings nicht geeignet.